# Fonda (Nowy Jork)
Fonda – wieś w Stanach Zjednoczonych, w stanie Nowy Jork, siedziba administracyjna hrabstwa Montgomery.